# Alexandre Hardy
Alexandre Hardy, född omkring 1570, död 1631 eller 1632, var en fransk dramatiker och skådespelare.
Harby skall ha varit oerhört produktiv. Av hans stycken är 34 tryckta: tragedier, tragikomedier, pastoraler och dramatiska dikter. Som konstnär var Hardy tämligen medelmåttig, men hans betydelse för den franska teaterhistorien kan knappast överskattas. Han gjorde den franska tragedin scenmöjlig och bidrog kraftigt till skapandet av en stående teater i Paris.